# Djupån
Djupån är en cirka 13 km lång å i södra Lappland, Dorotea kommun. Ån rinner upp på gränsen mellan Lappland och Ångermanland och strömmar söderut mot Bellvikssjön i Lappland. Djupån tillhör Ångermanälvens avrinningsområde.